# 有明アーバンスポーツパーク
有明アーバンスポーツパーク（ありあけアーバンスポーツパーク）は、東京都江東区有明一丁目にある施設。
2020年東京オリンピックの仮設競技会場として建設され（旧称有明BMXコース）、正式競技自転車競技のBMXレーシング、BMXフリースタイル、追加種目スケートボードが実施された。大会終了後はスケートボード施設を除いて撤去され、東京都と民間事業者によりアーバンスポーツを楽しめる場として整備し、2024年4月に一部先行開業（都が整備する大会レガシーゾーン）、同年10月に全面開業の予定となっている（10年間限定で開場予定）。

## 沿革
- 2015年12月9日 - 有明で仮設施設を建設し開催される予定だった自転車競技の競技会場を既設である伊豆ベロドロームと同じく伊豆にありBMXコースも保有する日本サイクルスポーツセンターへの変更を検討していたが、トラックレース（有明ベロドローム）とマウンテンバイク（海の森マウンテンバイクコース）については変更、BMXレーシングについては有明BMXコースのままにすることが承認された[4][5]。
- 2016年12月7日 - IOC理事会において、2020年東京オリンピック追加種目スケートボードの競技会場が青海アーバンスポーツ会場（のちの青海アーバンスポーツパーク）に決定[6]。
- 2017年6月9日 - 2020年東京オリンピック正式競技の種目構成がIOC理事会で決定される。会場未定のバスケットボール3x3男女、自転車BMXフリースタイル男女が種目構成に入っていたので実施会場の検討開始。
- 2017年12月6日 - IOC理事会にて、自転車BMXフリースタイルの会場が有明BMXコース、バスケットボール3x3の会場が青海アーバンスポーツ会場に決定。スケートボードの会場が青海アーバンスポーツ会場から有明BMXコースへの変更が決定[7]。
- 2018年10月23日 - TOCOG第28回理事会にて、IOCの承認を得て「有明アーバンスポーツパーク」への改称を正式決定[8][9][10]。
- 2023年3月30日 - 「有明アーバンスポーツパーク整備運営事業」の事業候補者に東京建物を代表企業とし、TSP太陽、日テレアックスオンの2社が構成企業として参画するコンソーシアムが選定された[2]。スケートボードパークや屋内ボルダリングといったアーバンスポーツ施設に加え、屋外アスレチックやランニングスタジアム（新豊洲から移転[11]）などの運動施設、カフェやレストランなどの飲食施設を整備し[2]、2024年10月の全面開業を予定している。
- 2024年4月27日 - 整備が完了した大会レガシーゾーンが先行オープン[12]。
- 2024年7月19日 -  事業候補者のコンソーシアムが設立した事業運営会社であるTokyo Sports Wellness Village株式会社がネーミングライツパートナーにミンカブ・ジ・インフォノイドを選定し、施設の愛称を「livedoor URBAN SPORTS PARK」に決定した。ネーミングライツの付与期間は5年間、年額は1億円の契約となる。[13]。
- 2024年10月12日 - 全面開業[14]。

## 特色
- 選手村やIBC/MPC（東京ビッグサイト）からも近いウォーターフロントエリアの有明北地区に計画されている。この会場は、アーバンスポーツの中心となる会場のひとつとして位置づけられている。
- 収容人数は、オリンピックでは自転車競技（BMXレーシング）：5,000、自転車競技（BMXフリースタイル）：6,600、スケートボード（ストリート・パーク）：7,000となる。
- 当初はオリンピック・パラリンピック大会終了後に競技施設を撤去する予定だったが、主にスケートボード競技において、日本人選手の金メダル獲得（男女ストリート、女子パーク）が相次ぎ、地元区民から存続を求める声が上がったことを受けて、東京都は特定目的会社を設立した上で一部を除く競技施設を存続させる方向で調整していることが2021年7月に報じられた[15][16]。
- 都有地約9万7000平方キロメートルを大会組織委員会が借り受け、2019年5月末時点で約37億円をかけて整備した。小池百合子都知事は2016年12月の記者会見で、パークをふくむ一帯を有明レガシーエリアとして整備する構想に言及し、約4か月後に都が計画として明示した。2021年2月、大会後にパークを活かした施設の運営に意欲的な民間事業者からヒアリングがはじまった。レガシーエリアには、聖火台を置き仮設会場青海アーバンスポーツパークを移す案もあるという。東京大会の記憶を呼び起こし、アーバンスポーツを根付かせ得る施設をめざす。残すとしても、スケボーエリアは、難易度が高く、市民が気軽に楽しむのは困難で危険であり、コースは屋根が無く雨天で使用できず、滑走音の近接するマンションなど周辺環境での対応、主力選手の強化拠点としても都民がかかわれず、地域のにぎわいにつながらない、など課題が多い[17]。

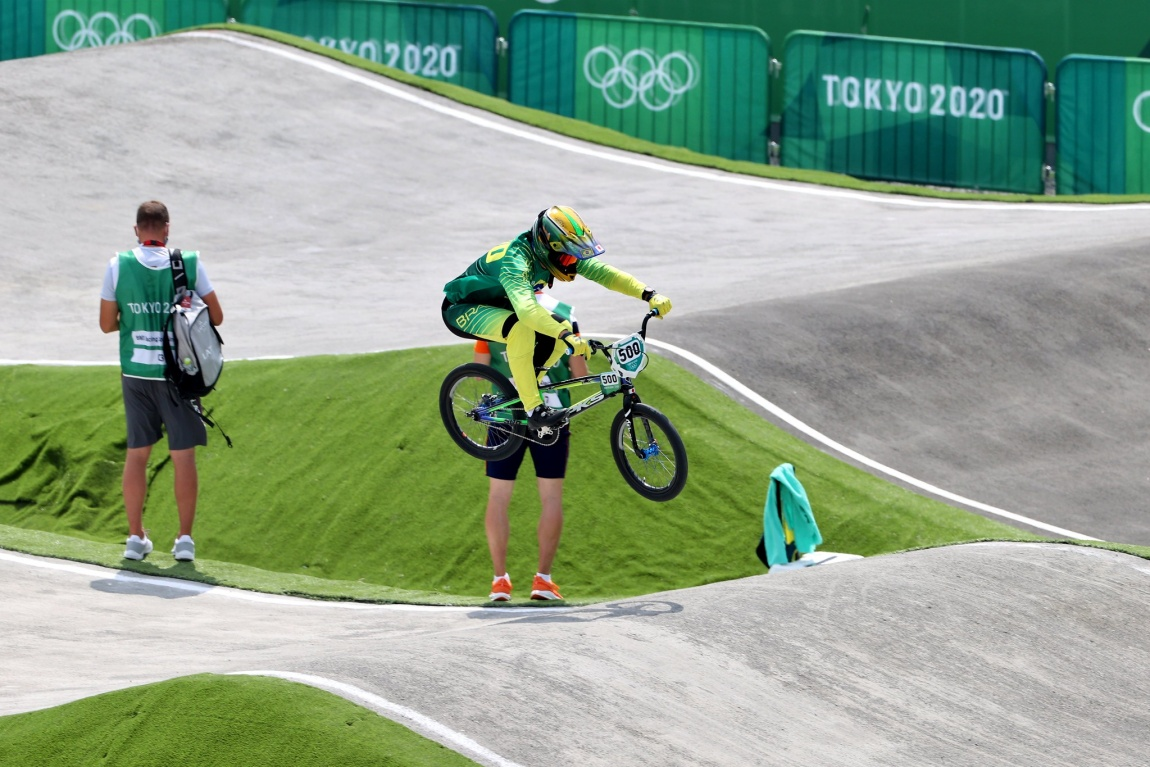
2020年東京オリンピックBMX競技

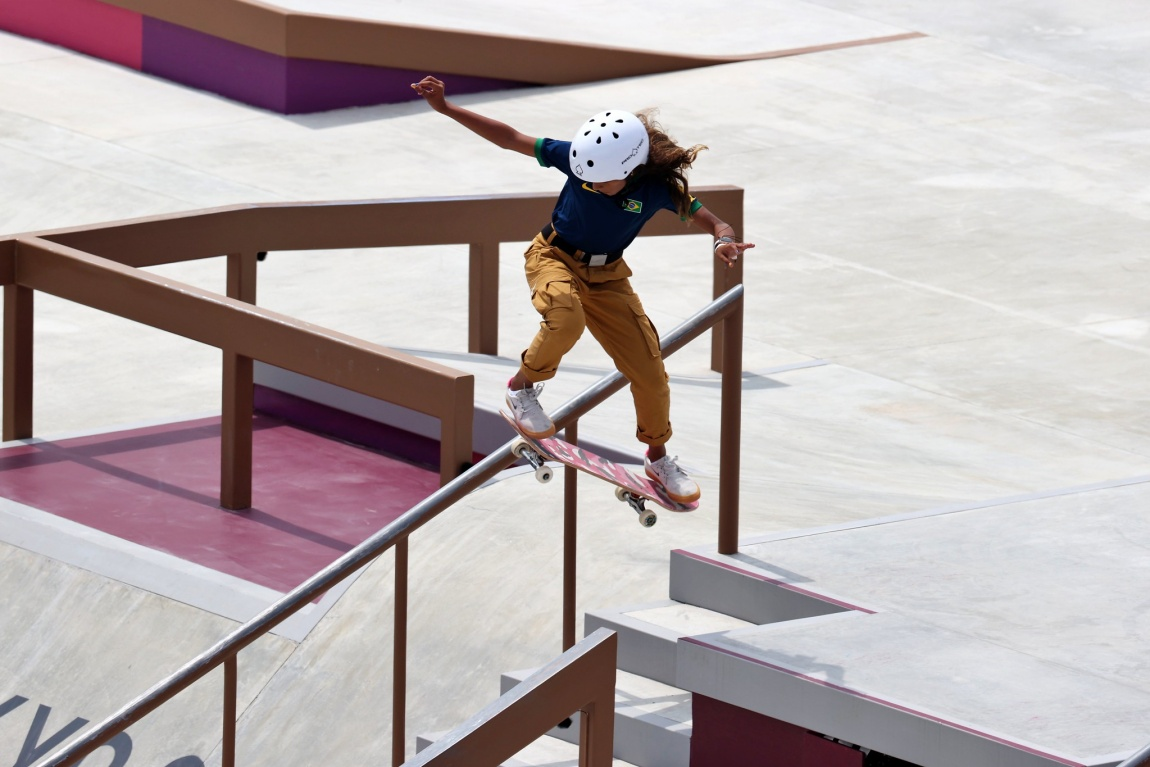
2020年東京オリンピックスケートボード競技

## アクセス
- 東京臨海高速鉄道りんかい線「国際展示場駅」下車徒歩約8分
- ゆりかもめ「有明テニスの森駅」下車徒歩約1分
- 東京BRT「有明テニスの森」下車徒歩約1分
- 都営バス 東16、都05「東京駅」から乗車、「有明テニスの森」下車徒歩約3分
- 都営バス 海01「門前仲町駅」から乗車、「有明テニスの森」下車徒歩約3分